# Chol
Chol je naziv plemena Maya Indijanaca nastanjenih u sjeverozapadnom Chiapasu i susjednom predjelu Tabasca u Meksiku. Sami sebe oni nazivaju Winik, što je majanska riječ za 'čovjeka'. Vjera im je rimokatolička ali u sebi sadržava i stara vjerovanja: obožavanje svetih planina i pećina, sunca, mjeseca i kamenih idola. 

## Privreda
Chol Indijanci su agrikulturan narod koji se bavi uzgojem kukuruza, riže, šećerne trske, kave i voća. Uzgoj peradi i svinja danas ima za njih najveću ekonomsku vrijednost. 

## Povijest
Prema Johnu Schmal-u Choli su nastanjivali područje današnjeg Hondurasa i Gvatemale dvije ili više tisuća godina. Dio ih se odvojio i pod imenom Chol nastanio u području Chiapasa. Pleme koje danas znamo kao Chorti ostalo je do danas živjeti u Gvatemali.

## Jezik
Jezik ima dvije varijante (Tumbalá i Tila) i njime se služi (2000) preko 140,000 govornika starijih od 5 godina. 
Chol djeca [neaktivna poveznica]